# Karl Lindenberg
Karl Lindenberg (* 24. April 1883 in Hannover; † 8. August 1945 in Göttingen) war ein preußischer Verwaltungsjurist.

## Leben
Karl Lindenberg studierte Rechtswissenschaften an der Ruprecht-Karls-Universität Heidelberg. 1902 wurde er Mitglied des Corps Vandalia Heidelberg. Nach dem Studium trat er in den preußischen Staatsdienst ein. Das Regierungsreferendariat absolvierte er in Itzehoe und der Regierung in Schleswig, bei der er 1910 das Regierungsassessor-Examen ablegte. Von 1910 bis 1917 war er Landrat des Kreises Kempen in Posen. Ab 1919/20 wirkte er als Landrat des Kreises Oststernberg, Provinz Brandenburg. 1931 wurde er als preußischer Landrat in den Ruhestand versetzt. Anschließend lebte er in Kremlin.
Seine Ehefrau war Elisabeth-Charlotte von Sydow, Tochter der Margarethe von Sydow, geb. von Weiß (* 28. Januar 1893 in Stolzenfelde), und des Konrad von Sydow. Der Landrat Oskar von Weiß war ihr Großvater.